# Selva Márquez
Selva Márquez (Montevideo, 1903 - Ib., 1981) fue una poeta uruguaya de corte surrealista. Con una obra édita muy escasa, publicó tan solo tres libros de poemas entre 1935 y 1941, aunque se conoce que siguió escribiendo durante toda su vida. 

## Biografía
Nació en 1903 en Montevideo. Se conoce poco sobre su vida personal, dada el hermetismo al cual se sometió como figura pública. Fue funcionaria del Instituto de Profesores Artigas desde su fundación a mediados de 1940 hasta su retiro.
Su primer libro fue publicado en 1935 Viejo reloj cuco, al que le siguió Dos, de 1937 y el último de 1941, El gallo que gira. Luego de ese año no volvió a publicar poesía, pero sí prosa en revistas y suplementos. 
En 1952 obtuvo el primer premio en el concurso de cuentos realizado por la revista "Asir". Si bien estuvo relacionada con la Generación del 45, no se conoce verdaderamente su afiliación a dicho grupo. Según Walter Rela “La conocimos en 1940. Mujer reservada, pero cálida con quienes consideraba amigos, había publicado por entonces tres libros de poesía”.

## Obra
Su obra integra la antología Exposición de la poesía uruguaya desde sus orígenes hasta 1940 (Compilación de Julio C. Casal, Montevideo, 1940). También la antología La moderna poesía lírica rioplatense de Lugones y Herrera y Reissig hasta nuestros días (Compilación de Álvaro Yuque y Huberto Sarrillo, Buenos Aires, 1944).
Libros publicados
- Viejo reloj cuco (1935)
- Dos (1937)
- El gallo que gira (1941)